# El crítico
El Crítico (The Critic) es una serie animada creada por Al Jean y Mike Reiss, productores y guionistas en Los Simpson. El show fue producido por Gracie Films en asociación con Columbia Pictures Television, y fue animada por Film Roman. Fue transmitida por la ABC en 1994 y después por la Fox en 1995. Años después de haber sido cancelada se produjeron algunos episodios para Internet, los cuales se incluyeron como extras del DVD.

## La serie
La serie se enfoca en la vida del crítico de cine Jay Sherman. En cada episodio hay parodias de una o dos películas de estreno reciente. Muchas de las parodias aparecieron en el show con Jay Sherman, como ejemplo de parodias pueden mencionarse:
- Howard Stern's End (Regreso a Howards End)
- Querida, me comí a los niños (Cariño, he encogido a los niños)
- El silencio de los borregos (El silencio de los corderos)
- El Rey Cucaracha (El rey león)
- Abraham Lincoln: Detective de mascotas (Ace Ventura: Detective de Mascotas)
- Aroma de Burro (Perfume de Mujer).

También hay parodias de películas clásicas como la película original de Willy Wonka & the Chocolate Factory, El Padrino o Parque Jurásico.
Muchos de los episodios tiene contenido explícito, como la escena en que Jay Sherman se está bañando (parodiando a Psicosis y a Misery de Stephen King), y es supuestamente asesinado por una mujer psicótica y obsesiva.

## Personajes

### Jay Sherman
Tiene el tercer programa matutino de TV más popular de Nueva York en crítica de cine. Su frase típica es decir "Pero que asco", todas las películas le parecen malas a su juicio y odia a Steven Spielberg. Con sarcásticos comentarios que pueden hacer que una buena película caiga del estrellato, usa el "Shermómetro" para medir las películas, o una lista de decesos. El motivo por el cual todas las películas le parecen malas, es su amor a las películas desde joven, pero se desilusionó cuando se dio cuenta de que involucra mucha mercadotecnia en la industria cinematográfica.
Jay Sherman es hijo adoptado de Franklin y Eleanor Sherman. Tiene una hermana adolescente llamada Margo. Además tiene un hijo llamado Marty, quien lo visita frecuentemente cuando no está su exesposa Ardeth y su "entrenador personal" Alberto.
Jay apareció en el episodio de Los Simpson A Star is Burns, cuando Marge, la esposa de Homer, le invita a un festival de cine realizado en Springfield. El creador de Los Simpson, Matt Groening, no estuvo de acuerdo en que un show de Fox estuviese dentro de otro show de la Fox y se negó a que su nombre apareciera en los créditos. También hizo aparición en el episodio Huracán Neddy, en el cual está en un hospital psiquiátrico diciendo sus típicas frases.
Durante todo su programa ha recibido el más alto nivel de audiencia "7 de 10".
Jay también tiene otros trabajos, como conductor de camiones, o escribiendo el guion de la película Caza-Alcohólicos III. Ha ganado 2 premios Pulitzer por su crítica, incluyendo un People's Choice Award, cinco Globos de Oro y un Emmy. También fue un cantante en el episodio Dial M for Mother. Además le otorgaron el primer premio anual Duck Phillips (su jefe) por su difraz como "El Gordo Alegre" (Duke apoya el estilo de vida de Jay), Jay se mantiene tal como es él y Duck se mantiene firme.
Es la única persona capaz de tocar la trompeta con el ombligo, con el tema del El Avispón Verde. Además tiene un alter ego, Ethel, una mujer anciana que asume su personalidad cuando contesta el teléfono que dice ser su asistente, solo apareció en la primera temporada.

### Marty Sherman
Hijo de Jay, tiene 11 años. Casi siempre está con su madre Alimony Towers pero visita a su padre frecuentemente. Es como su padre, corpulento y obeso. Rara vez causa problemas. Va a una escuela de las Naciones Unidas.
Fue elegido presidente del octavo grado gracias a un discurso que escribió su padre y descubrió que tiene una barriga que baila (gracias a un gran músculo en su barriga). En un episodio, fue a un campamento de obesos con su padre y perdió peso, pero su flaquez le dio problemas peores de los que tenía antes. En los episodios posteriores se ve cómo va ganando peso.

### Margo Sherman
La hija más joven de la Familia Sherman y la hija biológica de Franklin y Elanor. Tiene 16 años y asiste a una escuela para muchachas "vírgenes". Margo es una activista y siempre protesta contra el estilo de vida social de su madre.
Cuida mucho a Jay y vigila siempre que las novias de Jay no se quieran aprovechar, además es una de las pocas personas que lo valoran. Fue novia del cantante de rock Johnny Wrath hasta que la engañó. En venganza, Jay llama a Wrath un judío estereotipo de una familia judía.

### Franklin Sherman
El padre adoptivo de Jay y esposo de Eleanor. Siempre tiene una bebida enlatada y viste en pijama. Es un tipo completamente chiflado.

### Eleanor Sherman (nacida Wigglesworth)
La madre adoptiva de Jay y esposa de Frankiln, es amargada y decente. Hará cualquier cosa para conseguir sus propósitos.

### Duke Phillips
Duke es el jefe de Jay y presidente de Philips Broadcasting (anteriormente Duke Phillips, La Casa del Pollo and Waffles). Es una parodia de Ted Turner y es extremadamente narcisista.

### Jeremy Hawke
Es un actor australiano y uno de los mejores amigos de Jay, desde que dio el visto bueno a su primera película. Comenzó en películas de acción y protagonizó al expresidente de los Estados Unidos James Monroe (un juego de palabras de James Bond, por ejemplo Monroe, James Monroe).
Tiene una hermana llamada Olivia que trata de ganarse el cariño de Jay. Jeremy es la estrella principal de la serie de películas llamadas Cocodrilo Gandhi, "ilógica, blasfema y ultraviolenta". Es una parodia del actor australiano Paul Hogan y Mel Gibson.

### Doris
Es la maquilladora de Jay, una fumadora compulsiva y posiblemente la madre biológica de Jay (aunque las pruebas resultaron negativas hay muchas circunstancias y similitudes cuando dio a su hijo en adopción). Trata siempre de ser atractiva para Duke, enviándole fotos de ella desnuda. Doris vive en un departamento grande y de lujo, de acuerdo con un ventajoso trato: desde 1946 solo paga 120 dólares por mes.

### Alice Tompkins
Aparece en la segunda temporada, Alice se convierte en la novia de Jay. Se mudó a Nueva York desde Knoxville, Tennessee, para demostrarle a su hija que una mujer puede hacerla en este mundo. Estuvo casada con un cantante de música country, Cyrus Tompkins, un mujeriego. Era un artista, pero se convirtió en la asistente de Jay.

### Vlada Veramirovich
Dueño del restaurante L'ane Riche (en francés "El Idiota Rico") al cual Jay y Jeremy van con frecuencia. Vlada odia a Jay pero lo sigue procurando por su dinero y habla con acento extranjero. Tiene un hijo llamado Zoltan que va a la misma escuela de Marty, y suele cantar canciones de su país. Su restaurante en una parodia de Sardi's en Nueva York, sus visitantes son estrellas de Broadway.

### Shackleford
El mayordomo de la Familia Sherman, un estereotipo del mayordomo inglés. No es tan leal a la familia, pero se queda gracias al salario y prestaciones. Es desagradecido con Jay, siempre llamándolo Adoptado Maestro Jay, ya que no lo considera un miembro de la familia. Es un fanático de la música grunge.

### El Diablo
Aparece en muchos episodios, Jay lo culpa de todos los problemas de Hollywood, como secuelas de películas malas y a Cher ganando un Oscar y también Marisa. Fue contactado por el elenco de la serie Wings para estar un año más al aire y él respondió: "Hasta mis poderes tienen límites". Muchos artistas famosos le han vendido su alma.

### Orson Welles
Aparece en muchos comerciales anunciando todo tipo de productos.

## Webepisodios
A principios del milenio los creadores Al Jean y Mike Reiss continuaron la serie con episodios en Internet. Ridiculizando las películas de Hollywood, esta vez la serie se concentra en Jay tratando de ganarse el amor de Jennifer y su nueva maquillista. Alice no aparece ni es mencionada en la serie, aunque Jay menciona un "segundo divorcio" en un episodio posiblemente refiriéndose a ella (o a la mujer mexicana que se casó en el segundo episodio). Detrás de Jay, Vlada es el único otro personaje que hace su aparición.
Los 10 webepisodios están incluidos en la serie completa de DVD. Incluye parodias de películas como El Patriota, Harry Potter, Misión Imposible 2, y Náufrago.

## Lista de películas que a Jay le gustan (o disgustan)
- Apocalypse Now (no confundir con la versión musical de Apocalypse Wow!)
- Citizen Kane
- Close Encounters of the Third Kind (tiene un póster en su oficina)
- Mr. Smith Goes to Washington
- Goodfellas (Quiere una secuela)
- Lawrence of Arabia (otro póster)
- Le ballon rouge (la secuela fue el tema en uno de los episodios)
- Taxi Driver (otro póster)
- Las películas de Harold Lloyd. Esta estrella del cine mudo fue homenajeado en uno de los episodios.
- Sleepy Hollow (en su crítica, Jay no pudo resistir el decir que era soñolienta y hueca).[1]
- Se sugiere que por su admiración a la película Le ballon rouge, a Jay le gustan más las películas extranjeras que las de su país.

## Doblaje
Versión original
| Personaje          | Actor/Actriz        |
| Jay Sherman        | Jon Lovitz          |
| Martin Sherman     | Christine Cavanaugh |
| Margo Sherman      | Nancy Cartwright    |
| Alice Tompkins     | Park Overall        |
| Franklin Sherman   | Gerrit Graham       |
| Duke Phillips      | Charles Napier      |
| Eleanor Sherman    | Judith Ivey         |
| Jeremy Hawke       | Maurice LaMarche    |
| Doris              | Doris Grau          |
| Vlada Veramirovich | Nick Jameson        |
| Penny Tompkins     | Russi Taylor        |

Versión en español
- En el canal HBO Ole, la serie de transmitió en idioma original con subtítulos. El doblaje se estrenó en el canal Locomotion.

| Personaje          | Actor/Actriz                         |
| Jay Sherman        | Rafael Rivera                        |
| Martin Sherman     | Araceli de León (†)                  |
| Margo Sherman      | Patricia Acevedo                     |
| Alice Tompkins     | Laura Torres                         |
| Franklin Sherman   | Carlos del Campo                     |
| Eleanor Sherman    | Cristina Rubiales                    |
| Duke Phillips      | Alfonso Obregón René García (Cap.12) |
| Jeremy Hawke       | Martín Soto René García (Cap.13)     |
| Doris              | Araceli de León (†)                  |
| Vlada Veramirovich | Humberto Vélez                       |
| Penny Tompkins     | Ana María Grey                       |

Versión en español
| Personaje     | Actor/Actriz        |
| Jay Sherman   | Juan Antonio Bernal |
| Duke Phillips | Dionisio Macías     |